# Reitergrab von Hankenbostel

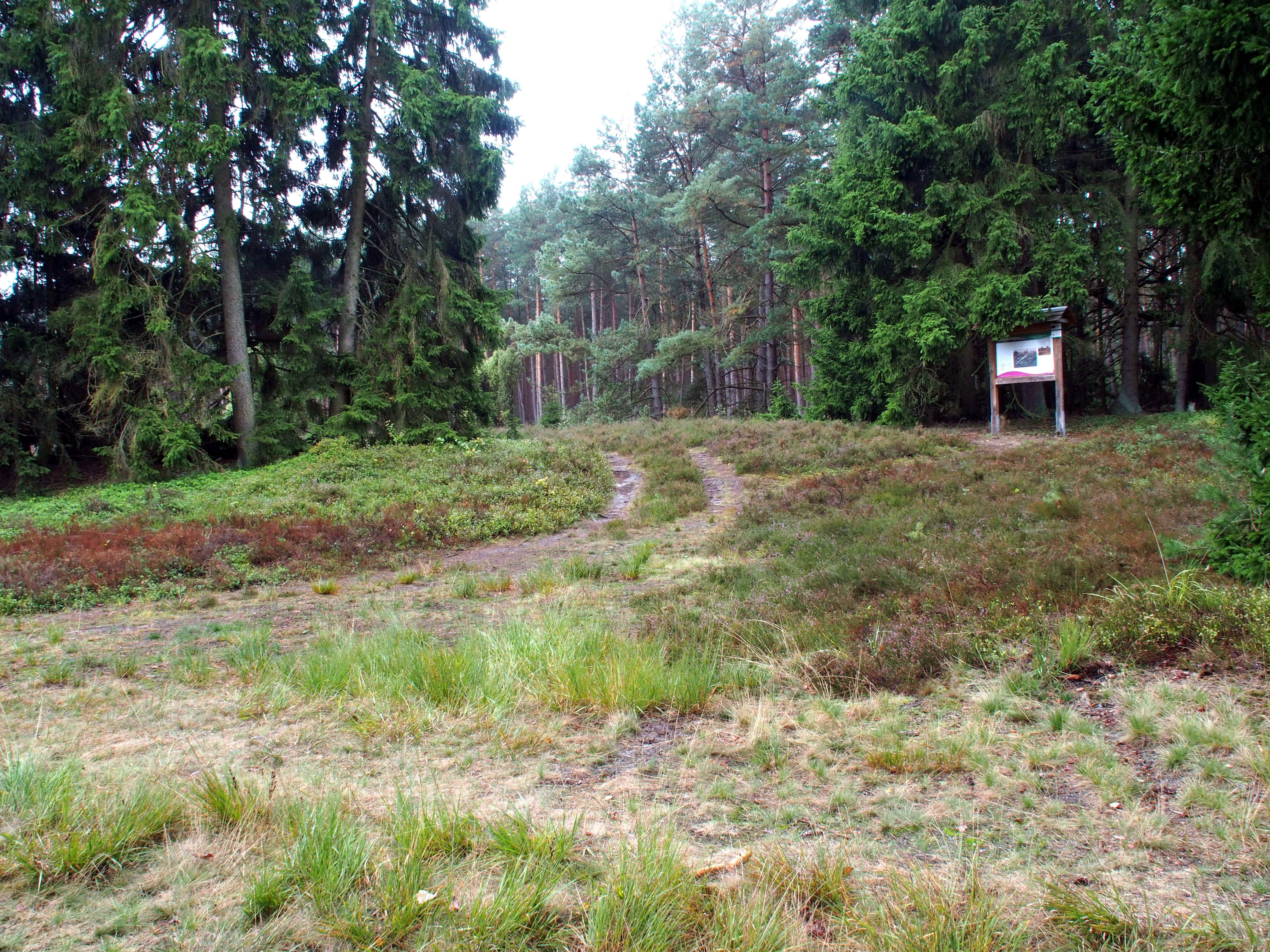
Ausgrabungsort auf einer Anhöhe

Das Reitergrab von Hankenbostel war ein Brandgrab aus dem 2. Jahrhundert. Es befand sich auf einer Anhöhe in Ufernähe des Baches Sothrieth, etwa 1 km südöstlich des Ortes Faßberg, in Niedersachsen. Das Grab wurde im Januar 1900 entdeckt, als hier eine Sandgrube angelegt wurde. Die Bergung des archäologischen Fundes erfolgte nicht mit der entsprechenden Sorgfalt. Spätere Nachforschungen durch das damalige Provinzialmuseum (heute Niedersächsisches Landesmuseum Hannover) ergaben, dass es sich um ein Urnengrab gehandelt hat. In Urnennähe fanden sich sechs faustgroße und ein größerer Stein, der wahrscheinlich als Grabdeckel verwendet wurde.
Anhand der Fundstücke wird vermutet, dass hier ein wohlhabender und einflussreicher Mann, vielleicht ein Vorfahre des germanischen Stammes der Langobarden, begraben wurde. Seine Familie gehörte wahrscheinlich zur Führungsschicht in dieser Region.
Eine in unmittelbarer Nähe des Fundplatzes liegende Heidefläche, die zu den Sehenswürdigkeiten des Naturparks Südheide zählt, erhielt den Namen „Ritterheide“.

## Grabungsfunde
Bei der Ausgrabung konnten verschiedene Fundstücke gesichert werden, die sich heute im Landesmuseum Hannover Abteilung „Menschenwelten“ befinden. Es handelt sich zum Teil um eine Ausrüstung für das Jenseits. Dazu gehören Waffen, wie ein eisernes Schwert, eine Speerspitze, zwei Lanzenspitzen und ein Messer.  Außerdem ein Schildbuckel, eine Schere aus Eisen, der Bodenteil einer Kasserolle, einige Kleingeräte und ein Schleifstein, sowie der Beschlag eines Trinkhorns und eine Schöpfkelle. Neben der Urne wurden einige Trachtbestandteile, wie eine knieförmig gebogene Gewandnadel (Fibel), eine Ringfibel, eine silberne Gürtelschnalle und zwei Reitersporne entdeckt. Die gefundenen Sporne gaben dem Grab seinen Namen „Reitergrab“.

Grabungsfunde
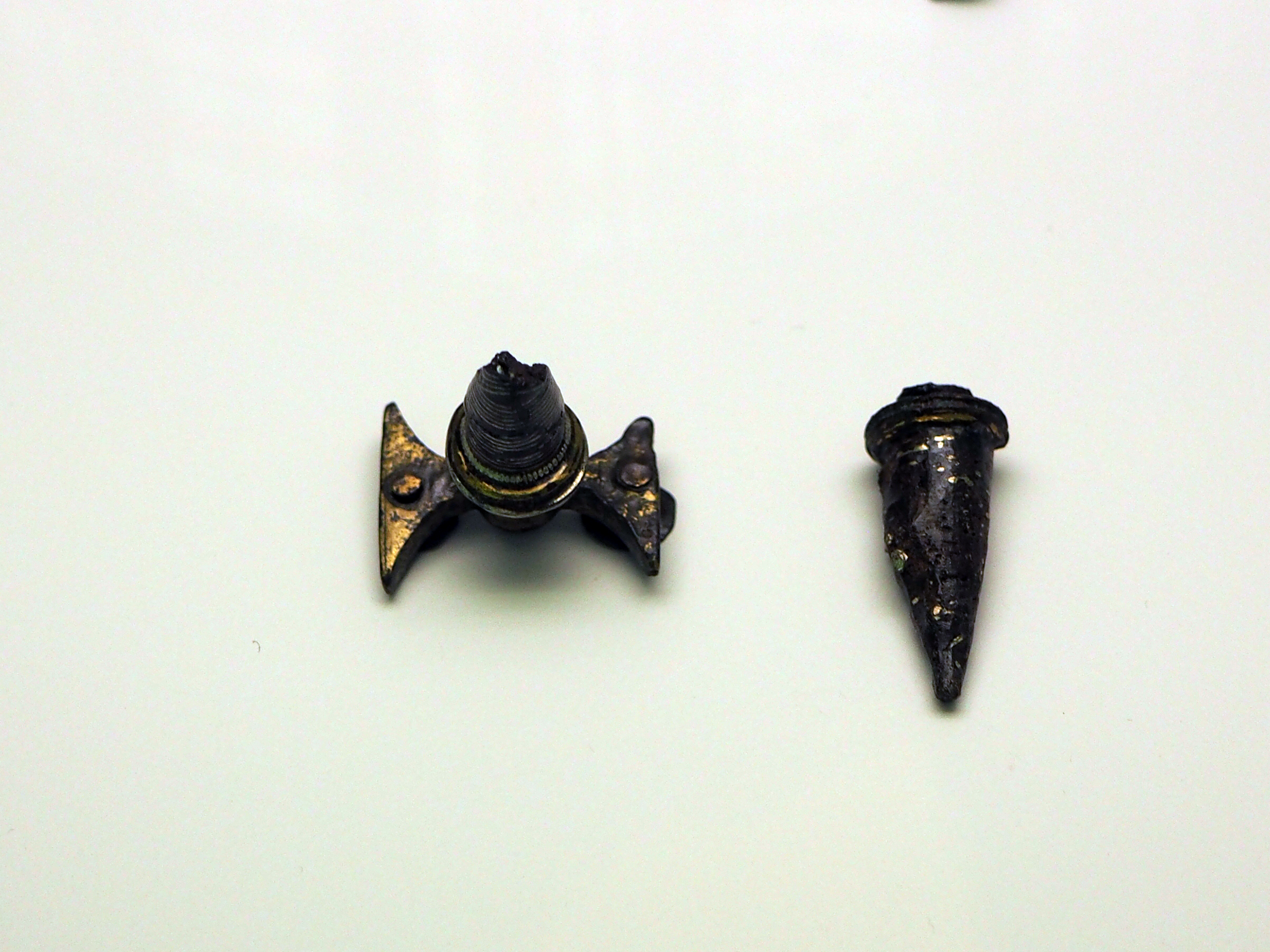
Reitersporen
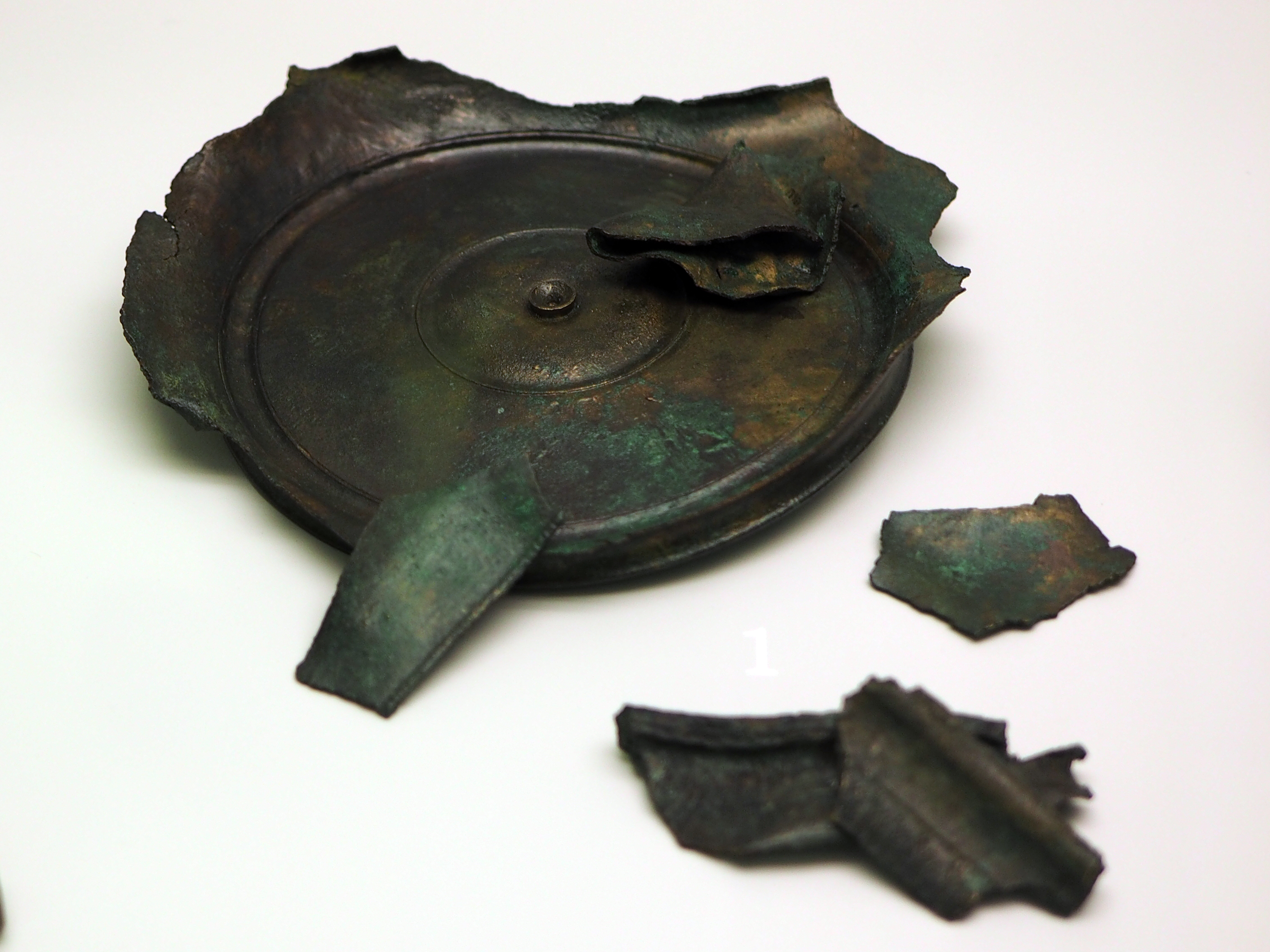
Römisches Bronzegeschirr
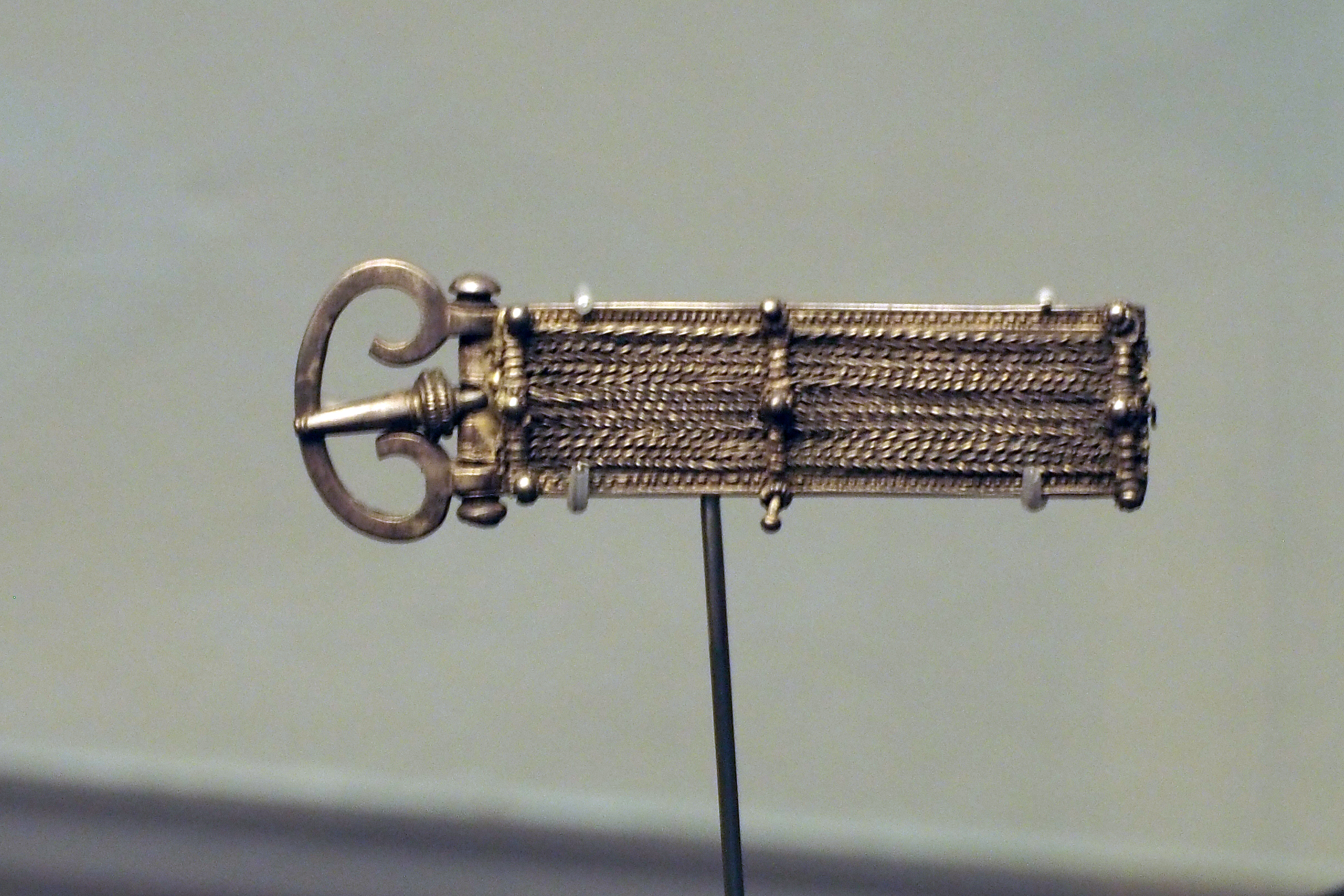
Silberne Gürtelschnalle
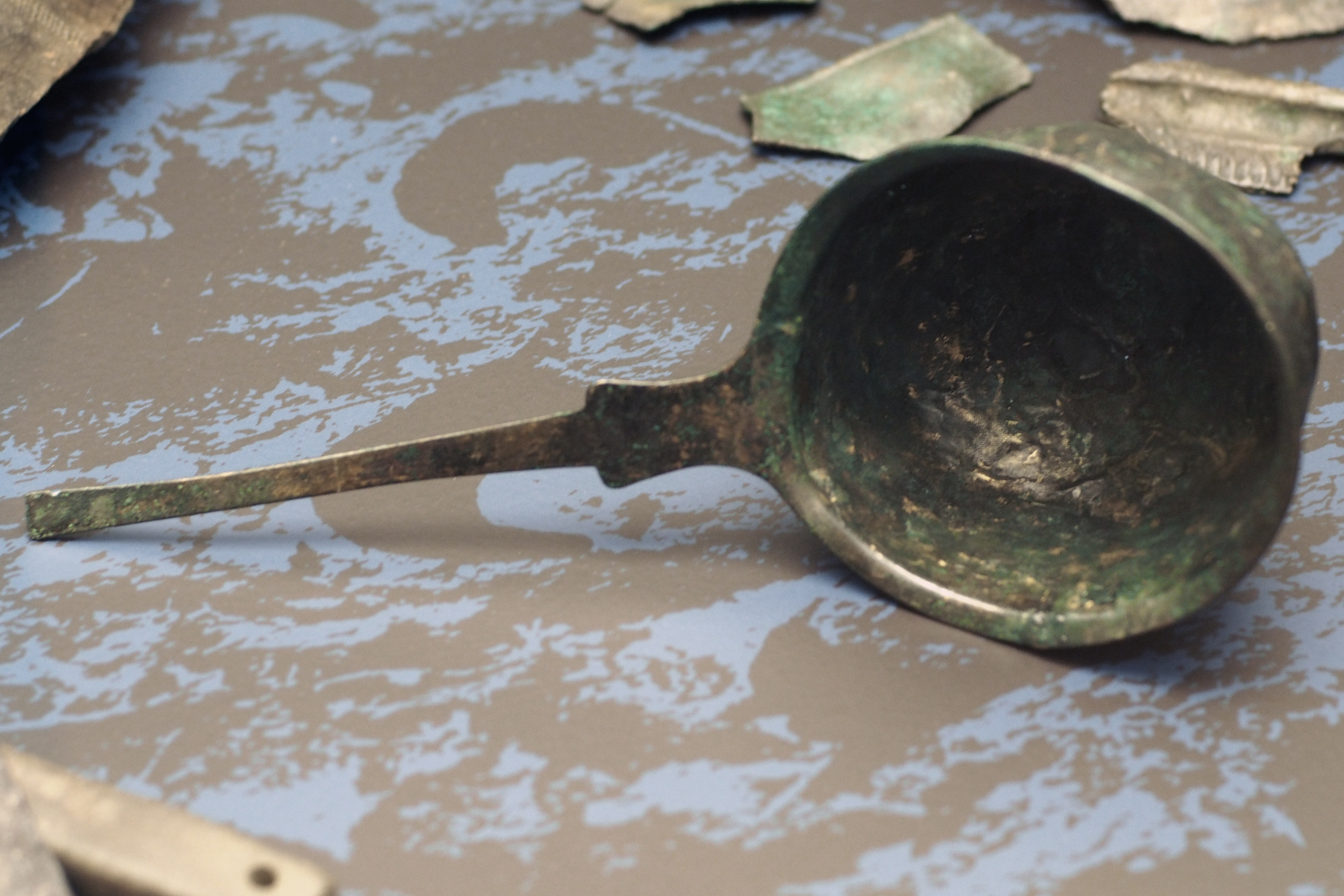
Schöpfkelle
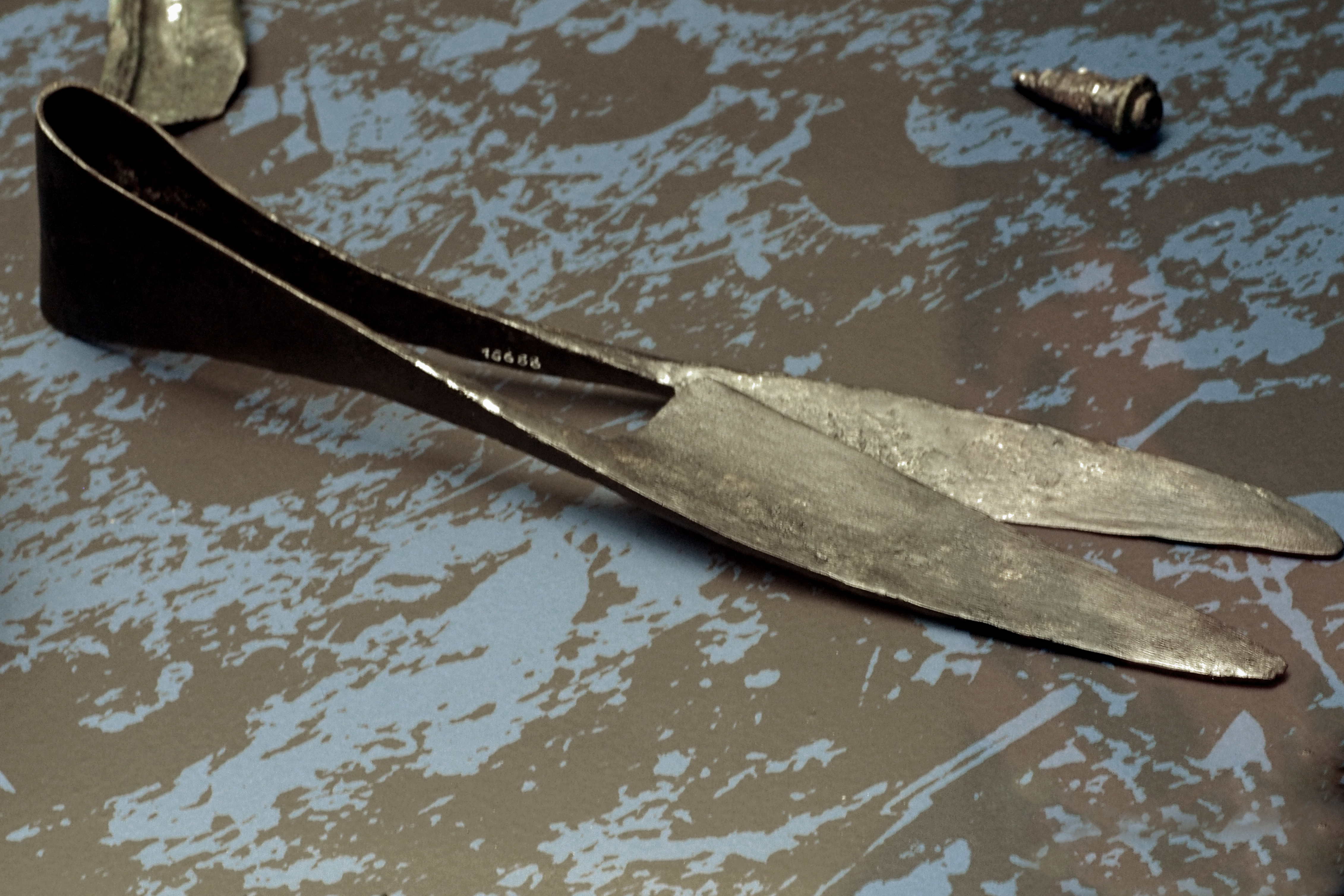
Eiserne Schere
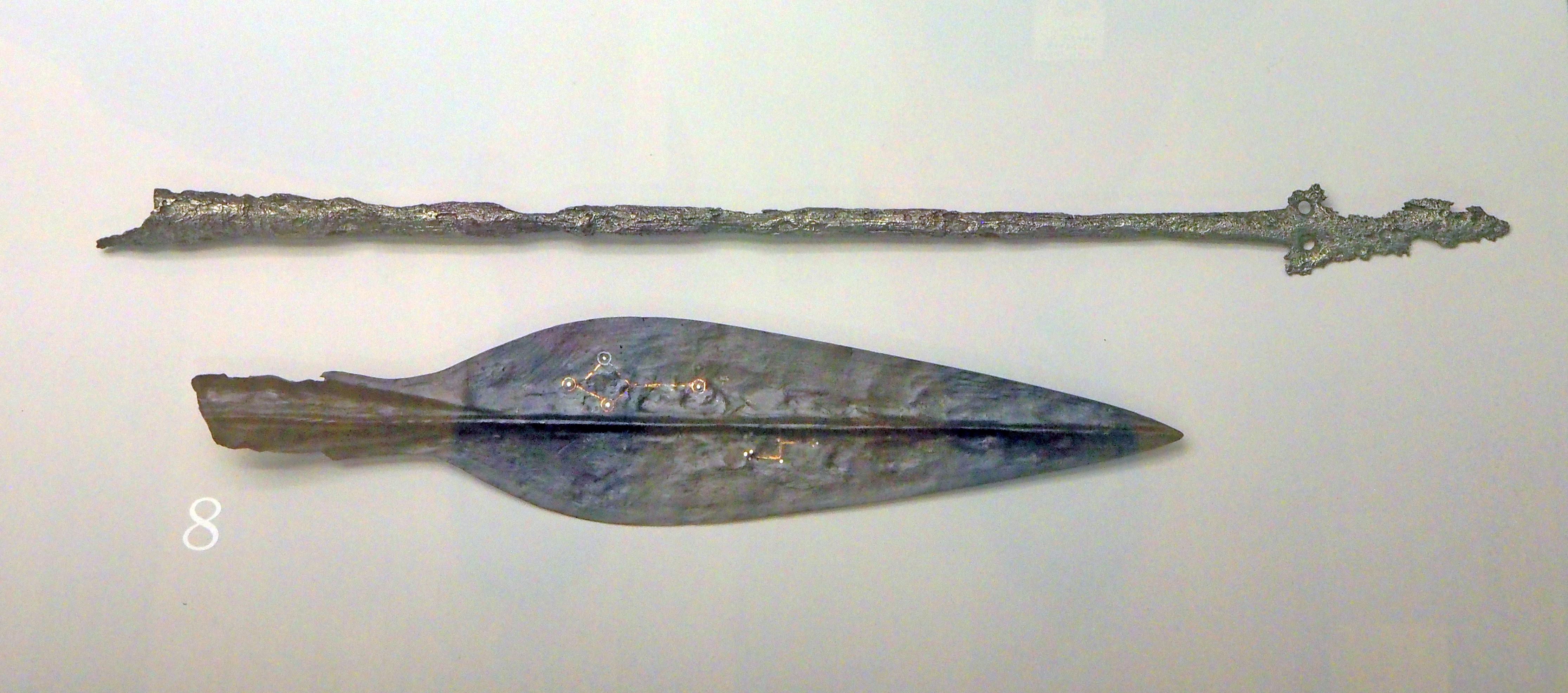
Lanzenspitze